# Szymki (gromada)
Szymki – dawna gromada, czyli najmniejsza jednostka podziału terytorialnego Polskiej Rzeczypospolitej Ludowej w latach 1954–1972.
Gromady, z gromadzkimi radami narodowymi (GRN) jako organami władzy najniższego stopnia na wsi, funkcjonowały od reformy reorganizującej administrację wiejską przeprowadzonej jesienią 1954 do momentu ich zniesienia z dniem 1 stycznia 1973, tym samym wypierając organizację gminną w latach 1954–1972.
Gromadę Szymki z siedzibą GRN w Szymkach utworzono – jako jedną z 8759 gromad – w powiecie białostockim w woj. białostockim, na mocy uchwały nr 11/V WRN w Białymstoku z dnia 4 października 1954. W skład jednostki weszły obszary dotychczasowych gromad Szymki, Budy, Ciesówka, Leonowicze, Łuplanka Stara oraz miejscowości Romanowo i Łuplanka Nowa z dotychczasowej gromady Romanowo i obszar lasów państwowych N-ctwa Hieronimowo o pow. 1210.14 ha ze zniesionej gminy Michałowo w tymże powiecie. Dla gromady ustalono 22 członków gromadzkiej rady narodowej.
1 stycznia 1957 z gromady Szymki wyłączono wieś Romanowo włączając ją do gromady Wiejki.
31 grudnia 1959 do gromady Szymki przyłączono wieś Romanowo oraz kolonię Łuplanka Nowa-Kolonia ze zniesionej gromady Wiejki.
1 stycznia 1972 do gromady Szymki przyłączono część obszaru zniesionej gromady Jałówka (wsie Gonczary, Jałówka, Kituryki, Kondratki, Nowosady, Zaleszany oraz Brzezina).
Gromada przetrwała do końca 1972 roku, czyli do kolejnej reformy gminnej. Z dniem 1 stycznia 1973 roku utworzono gminę Szymki.